# Kagoshima-lijn

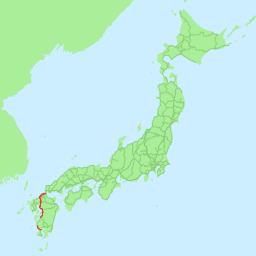
Kagoshima-hoofdlijn

De Kagoshima-hoofdlijn (Japans: 鹿児島本線, Kagoshima-honsen) is een belangrijke spoorlijn van het JR Kyūshū spoornetwerk. De lijn verbindt Mojikō in Kitakyūshū met Station Kagoshima in Kagoshima in het zuiden van het eiland Kyūshū. Tot 13 maart 2004, was de lijn 393 km lang. Sinds het van start gaan van de Kyūshū Shinkansen op 13 maart 2004 werd de sectie tussen Yatsushiro en Sendai overgenomen door de Hisatsu Orange spoorwegmaatschappij. De lijn is de belangrijkste lijn in Kyūshū. Ze verbindt de stad Fukuoka (Station Hakata) met al de andere grote steden. De lijn is eveneens de hoofdlijn voor het voorstadsnetwerk van de stad Fukuoka. De lijn en meer bepaald de sectie tussen Station Kokura (Kitakyūshū) en Station Tosu, waar de Nagasaki-hoofdlijn aansluit op de Kagoshima-lijn, wordt eveneens gebruikt door verschillende langeafstandstreinen van alle delen van Kyūshū

## Data
- Exploitanten, afstanden
  - Kyūshū Railway Company (Diensten en sporen)
  - Japan Freight Railway Company (Diensten)
    - Van Mojikō naar Yatsushiro: 232,3 km
    - Van Sendai naar Kagoshima: 49,3 km

  - Japan Freight Railway Company (Diensten en sporen)
    - Van Mojikō naar Sotohama: 0,9 km
    - Van Kashii naar Fukuoka-goederenterminal: 3,7 km .
- Spoorwijdte: 1067 mm
- Stations:
  - Passagiersstations: 90
  - Goederenstations: 6
- Spoorwegsein: Automatisch
- Sporen:
  - vier sporen of meer:
    - Van Moji naar Orio

  - twee sporen of meer:
    - Van Mojikō naar Moji
    - Van Orio naar Yatsushiro
    - Van Kobanchaya naar Kushikino
    - Van Higashi-Ichiki naar Kagoshima
- Elektrische voorzieningen: Volledige lijn (20.000 volt wisselstroom)
- Maximale dienstsnelheid: 130 km/h

## Stations

### Van Mojikō naar Yatsushiro
| Station                           | Japanse naam         | Afstand  | Shinkaisoku1 | Kaisoku 1 | Verbindingen | Plaats                        | Plaats   |
| --------------------------------- | -------------------- | -------- | ------------ | --------- | --- | ----------------------------- | -------- |
| Mojikō                            | 門司港               | 0 km     | ●            | ●         | | Moji-ku, Kitakyūshū           | Fukuoka  |
| Komorie                           | 小森江               | 4 km     | ●            | ●         | | Moji-ku, Kitakyūshū           | Fukuoka  |
| Moji                              | 門司                 | 5,5 km   | ●            | ●         | JR Kyūshū: Sanyō-lijn | Moji-ku, Kitakyūshū           | Fukuoka  |
| Kitakyūshū-goederenterminal       | 北九州貨物ターミナル | 6,9 km   | -            | -         | | Moji-ku, Kitakyūshū           | Fukuoka  |
| Station Higashi-Kokura (goederen) | 東小倉(貨)           | 9,4 km   | -            | -         | | Kokura Kita-ku, Kitakyūshū    | Fukuoka  |
| Kokura                            | 小倉                 | 11 km    | ●            | ●         | JR Kyūshū: Nippō-lijn JR West: Sanyō Shinkansen Kitakyushu Monorail: Kokura-lijn                                                                        | Kokura Kita-ku, Kitakyūshū    | Fukuoka  |
| Murasakigawa-seinhuisje           | 紫川(信)             | km       | -            | -         | | Kokura Kita-ku, Kitakyūshū    | Fukuoka  |
| Nishi-Kokura                      | 西小倉               | 11,8 km  | ●            | ●         | JR Kyūshū: Nippō-lijn | Kokura Kita-ku, Kitakyūshū    | Fukuoka  |
| Hama-Kokura (goederen)            | 浜小倉(貨)           | 13,4 km  | -            | -         | | Kokura Kita-ku, Kitakyūshū    | Fukuoka  |
| Kyūshūkōdaimae                    | 九州工大前           | 15,3 km  | -            | -         | | Tobata-ku, Kitakyūshū         | Fukuoka  |
| Tobata                            | 戸畑                 | 17,2 km  | ●            | ●         | | Tobata-ku, Kitakyūshū         | Fukuoka  |
| Edamitsu                          | 枝光                 | 20 km    | -            | -         | | Yahata Higashi-ku, Kitakyūshū | Fukuoka  |
| Space World                       | スペースワールド     | 21,1 km  | ▲            | ▲         | | Yahata Higashi-ku, Kitakyūshū | Fukuoka  |
| Yahata                            | 八幡                 | 22,2 km  | ●            | ●         | | Yahata Higashi-ku, Kitakyūshū | Fukuoka  |
| Kurosaki                          | 黒崎                 | 24,9 km  | ●            | ●         | Chikuhō Electric Railway-lijn (Kurosaki-Ekimae) JR Kyūshū: Fukuhoku Yutaka-lijn                                                                         | Yahata Nishi, Kitakyūshū      | Fukuoka  |
| Higashi-Orio-seinhuisje           | 東折尾(信)           | 26,8 km  | -            | -         | | Yahata Nishi, Kitakyūshū      | Fukuoka  |
| Jinnoharu                         | 陣原                 | 27,1 km  | -            | -         | JR Kyūshū: Fukuhoku Yutaka-lijn | Yahata Nishi, Kitakyūshū      | Fukuoka  |
| Orio                              | 折尾                 | 30,1 km  | ●            | ●         | JR Kyūshū: Chikuhō-lijn (Fukuhoku Yutaka-lijn, Wakamatsu-lijn)                                                                                          | Yahata Nishi, Kitakyūshū      | Fukuoka  |
| Mizumaki                          | 水巻                 | 32,2 km  | ●            | -         | | Mizumaki, District Onga       | Fukuoka  |
| Ongagawa                          | 遠賀川               | 34,3 km  | ●            | -         | | Onga, district Onga           | Fukuoka  |
| Ebitsu                            | 海老津               | 39,4 km  | ●            | ▲         | | Okagaki, district Onga        | Fukuoka  |
| Kyōikudaimae                      | 教育大前             | 44,6 km  | ●            | -         | | Munakata                      | Fukuoka  |
| Akama                             | 赤間                 | 46,5 km  | ●            | ●         | | Munakata                      | Fukuoka  |
| Tōgō                              | 東郷                 | 50,7 km  | ●            | ●         | | Munakata                      | Fukuoka  |
| Higashi-fukuma                    | 東福間               | 53,9 km  | -            | -         | | Fukutsu                       | Fukuoka  |
| Fukuma                            | 福間                 | 56,6 km  | ●            | ●         | | Fukutsu                       | Fukuoka  |
| Chidori                           | 千鳥                 | 58,5 km  | -            | -         | | Koga                          | Fukuoka  |
| Koga                              | 古賀                 | 60,6 km  | ●            | ●         | | Koga                          | Fukuoka  |
| Station Shishibu                  | ししぶ               | 62,0 km  | -            | -         | | Koga                          | Fukuoka  |
| Station Kaminofu 2                | 上府                 | 63,7 km  | -            | -         | | Shingū, District Kasuya       | Fukuoka  |
| Fukkōdaimae                       | 福工大前             | 65,1 km  | ●            | ●         | | Higashi, Fukuoka              | Fukuoka  |
| Kyūsandaimae                      | 九産大前             | 68,1 km  | -            | -         | | Higashi, Fukuoka              | Fukuoka  |
| Kashii                            | 香椎                 | 69,8 km  | ●            | ●         | JR Kyūshū: Kashii-lijn Nishitetsu: Kaizuka-lijn (Kashii)                                                                                                | Higashi, Fukuoka              | Fukuoka  |
| Chihaya                           | 千早                 | 71 km    | ●            | ●         | Nishitetsu: Kaizuka-lijn (Nishitetsu Chihaya) | Higashi, Fukuoka              | Fukuoka  |
| Chihaya rangeerterrein            | 千早操車場           | 71,3 km  | -            | -         | | Higashi, Fukuoka              | Fukuoka  |
| Hakozaki                          | 箱崎                 | 75 km    | -            | -         | | Higashi, Fukuoka              | Fukuoka  |
| Yoshizuka                         | 吉塚                 | 76,4 km  | ●            | ●         | JR Kyūshū: Sasaguri-lijn (Fukuhoku Yutaka-lijn) | Hakata-ku, Fukuoka            | Fukuoka  |
| Hakata                            | 博多                 | 78,2 km  | ●            | ●         | Fukuoka City Subway: ■ Kūkō-lijn JR Kyūshū: Fukuhoku Yutaka-lijn JR West: Hakata Minami-lijn, Sanyō Shinkansen                                          | Hakata-ku, Fukuoka            | Fukuoka  |
| Takeshita                         | 竹下                 | 80,9 km  | -            | -         | | Hakata-ku, Fukuoka            | Fukuoka  |
| Sasabaru                          | 笹原                 | 83,3 km  | -            | -         | | Minami, Fukuoka               | Fukuoka  |
| Minami-Fukuoka                    | 南福岡               | 84,9 km  | ●            | ●         | | Hakata-ku, Fukuoka            | Fukuoka  |
| Kasuga                            | 春日                 | 86,1 km  | -            | -         | Nishitetsu: Tenjin-Ōmuta-lijn (Kasugabaru) | Kasuga                        | Fukuoka  |
| Ōnojō                             | 大野城               | 87,4 km  | ●            | ●         | | Ōnojō                         | Fukuoka  |
| Mizuki                            | 水城                 | 88,8 km  | -            | -         | | Ōnojō                         | Fukuoka  |
| Dazaifu-seinhuisje                | 太宰府(信)           | km       | -            | -         | | Dazaifu                       | Fukuoka  |
| Tofurōminami                      | 都府楼南             | 91 km    | -            | -         | | Dazaifu                       | Fukuoka  |
| Futsukaichi                       | 二日市               | 92,4 km  | ●            | ●         | Nishitetsu: Tenjin-Ōmuta-lijn (Nishitetsu Futsukaichi)                                                                                                  | Chikushino                    | Fukuoka  |
| Tenpaizan                         | 天拝山               | 94,3 km  | -            | -         | Nishitetsu: Tenjin-Ōmuta-lijn (Asakura Gaidō) | Chikushino                    | Fukuoka  |
| Haruda                            | 原田                 | 97,9 km  | ●            | ●         | JR Kyūshū: Chikuhō-lijn (Harada-lijn) | Chikushino                    | Fukuoka  |
| Keyakidai                         | けやき台             | 99,9 km  | -            | -         | | Kiyama, District Miyaki       | Saga     |
| Kiyama                            | 基山                 | 101,4 km | ●            | ●         | Amagi Spoorwegen: Amagi-lijn | Kiyama, District Miyaki       | Saga     |
| Yayoigaoka                        | 弥生が丘             | 103,5 km | -            | -         | | Tosu                          | Saga     |
| Tashiro                           | 田代                 | 105,6 km |              |           | | Tosu                          | Saga     |
| Tosu-goederenterminal             | 鳥栖貨物ターミナル   | 105,6 km | -            | -         | | Tosu                          | Saga     |
| Tosu                              | 鳥栖                 | 106,8 km | ●            | ●         | JR Kyūshū: Nagasaki-lijn | Tosu                          | Saga     |
| Hizen-Asahi                       | 肥前旭               | 110,4 km | -            | -         | | Tosu                          | Saga     |
| Kurume                            | 久留米               | 113,9 km | ●            | ●         | JR Kyūshū: Kyūdai-lijn (Yufu Kōgen-lijn) | Kurume                        | Fukuoka  |
| Araki                             | 荒木                 | 118,8 km | ●            | ●         | | Kurume                        | Fukuoka  |
| Nishimuta                         | 西牟田               | 122,6 km | -            | -         | | Chikugo                       | Fukuoka  |
| Hainuzuka                         | 羽犬塚               | 126,1 km | ●            | ●         | | Chikugo                       | Fukuoka  |
| Funagoya                          | 船小屋               | 129,1 km | -            | -         | | Chikugo                       | Fukuoka  |
| Setaka                            | 瀬高                 | 132,2 km | ●            | ●         | | Miyama                        | Fukuoka  |
| Minami-Setaka                     | 南瀬高               | 135,2 km | -            | -         | | Miyama                        | Fukuoka  |
| Wataze                            | 渡瀬                 | 139,1 km | -            | -         | | Miyama                        | Fukuoka  |
| Yoshino                           | 吉野                 | 141,9 km | -            | -         | | Ōmuta                         | Fukuoka  |
| Ginsui                            | 銀水                 | 144,3 km | -            | -         | Nishitetsu: Tenjin-Ōmuta-lijn (Nishitetsu Ginsui) | Ōmuta                         | Fukuoka  |
| Ōmuta                             | 大牟田               | 147,5 km | ●            | ●         | Nishitetsu: Tenjin-Ōmuta-lijn | Ōmuta                         | Fukuoka  |
| Arao                              | 荒尾                 | 151,6 km | ●            | ●         | | Arao                          | Kumamoto |
| Minami-Arao                       | 南荒尾               | 154,8 km |              |           | | Arao                          | Kumamoto |
| Nagasu                            | 長洲                 | 159,4 km |              |           | | Nagasu, District Tamana       | Kumamoto |
| Ōnoshimo                          | 大野下               | 164,1 km |              |           | | Tamana                        | Kumamoto |
| Tamana                            | 玉名                 | 168,6 km |              |           | | Tamana                        | Kumamoto |
| Higo-Ikura                        | 肥後伊倉             | 172,8 km |              |           | | Tamana                        | Kumamoto |
| Konoha                            | 木葉                 | 176,7 km |              |           | | Gyokutō, district Tamana      | Kumamoto |
| Tabaruzaka 3                      | 田原坂               | 180,2 km |              |           | | Ueki, District Kamoto         | Kumamoto |
| Ueki                              | 植木                 | 184,6 km |              |           | | Ueki, District Kamoto         | Kumamoto |
| Nishisato                         | 西里                 | 188,8 km |              |           | | Kumamoto                      | Kumamoto |
| Sōjōdaigakumae                    | 崇城大学前           | 191,7 km |              |           | | Kumamoto                      | Kumamoto |
| Kami-Kumamoto                     | 上熊本               | 193,3 km |              |           | Kumamoto Tram: ■ Tram Route 3; Kumamoto Tram Kami-Kumamoto-lijn (Station Kami-Kumamoto-Ekimae) Kumamoto Dentetsu: Kikuchi-lijn                          | Kumamoto                      | Kumamoto |
| Kumamoto                          | 熊本                 | 196,6 km |              |           | JR Kyūshū: Hōhi-lijn (Aso Kōgen-lijn) Kumamoto Tram: ■ Kumamoto Tram Route 2; Kumamoto Tram Tasaki-lijn\| and Kumamoto Tram hoofdlijn (Kumamoto-Ekimae) | Kumamoto                      | Kumamoto |
| Station Kumamoto (goederen)       | 熊本(貨)             | 197,9 km |              |           | | Kumamoto                      | Kumamoto |
| Kawashiri                         | 川尻                 | 201,9 km |              |           | | Kumamoto                      | Kumamoto |
| Uto                               | 宇土                 | 207,5 km |              |           | JR Kyūshū: Misumi-lijn | Uto                           | Kumamoto |
| Matsubase                         | 松橋                 | 212,3 km |              |           | | Uki                           | Kumamoto |
| Ogawa                             | 小川                 | 218,5 km |              |           | | Uki                           | Kumamoto |
| Arisa                             | 有佐                 | 223,5 km |              |           | | Yatsushiro                    | Kumamoto |
| Senchō                            | 千丁                 | 227,6 km |              |           | | Yatsushiro                    | Kumamoto |
| Shin-Yatsushiro                   | 新八代               | 229,5 km |              |           | JR Kyūshū: Kyūshū Shinkansen | Yatsushiro                    | Kumamoto |
| Yatsushiro                        | 八代                 | 232,3 km |              |           | Hisatsu Orange Railway: Hisatsu Orange Railway-lijn JR Kyūshū: Hisatsu-lijn (Ebino Kōgen-lijn)                                                          | Yatsushiro                    | Kumamoto |

1: Alle treinen stoppen aan "●". Sommige stoppen aan "▲". De meeste treinen stoppen niet aan "-". Sommige Shinkaisoku /kaisoku treinen stoppen in alle stations ten noorden van Hakata of Minami-Fukuoka, of ten zuiden van Hakata, Futsukaichi of Kurume.
2: Geplande opening lente 2010.
3: Sommige lokale treinen stoppen niet in Tabaruzaka.

### Van Sendai naar Kagoshima
| Station                                | Japanse naam                  | Totale afstand | Kaisoku4 | Liners4 | Transfers | Location        | Location  |
| -------------------------------------- | ----------------------------- | -------------- | -------- | ------- | --- | --------------- | --------- |
| Sendai                                 | 川内                          | 0 km           | ●        | ●       | Hisatsu Orange Railway: Hisatsu Orange Railway-lijn JR Kyūshū: Kyūshū Shinkansen                                                                                                   | Satsumasendai   | Kagoshima |
| Kumanojō                               | 隈之城                        | 2.6 km         | -        | ●       | | Satsumasendai   | Kagoshima |
| Kobanchaya                             | 木場茶屋                      | 5.7 km         | -        | -       | | Satsumasendai   | Kagoshima |
| Kushikino                              | 串木野                        | 12 km          | ●        | ●       | | Ichikikushikino | Kagoshima |
| Ichiki                                 | 市来                          | 16.6 km        | -        | ●       | | Ichikikushikino | Kagoshima |
| Yunomoto                               | 湯之元                        | 20.4 km        | -        | ●       | | Hioki           | Kagoshima |
| Higashi-Ichiki                         | 東市来                        | 22.9 km        | -        | -       | | Hioki           | Kagoshima |
| Ijūin                                  | 伊集院                        | 28.8 km        | ●        | ●       | | Hioki           | Kagoshima |
| Satsuma-Matsumoto                      | 薩摩松元                      | 34.1 km        | -        | -       | | Kagoshima       | Kagoshima |
| Kami-Ijūin                             | 上伊集院                      | 36.5 km        | -        | -       | | Kagoshima       | Kagoshima |
| Station Hiroki                         | 広木                          | 41.5 km        | -        | -       | | Kagoshima       | Kagoshima |
| Kagoshima-Chūō                         | 鹿児島中央                    | 46.1 km        | ●        | ●       | JR Kyūshū: Ibusuki Makurazaki-lijn, Kyūshū Shinkansen Kagoshima Tram: ■ Kagoshima Tram Route 2; Kagoshima Tram Dai-Ni-Ki-lijn] en Kagoshima Tram Toso-lijn (Kagoshima-Chūō-Ekimae) | Kagoshima       | Kagoshima |
| Kagoshima / Kagoshima-goederenterminal | 鹿児島 / 鹿児島貨物ターミナル | 49.3 km        |          |         | JR Kyūshū: Nippō-lijn Kagoshima Tram: ■ Kagoshima Tram Route 1 en ■ Kagoshima Tram Route 2; Kagoshima Tram Dai-Ikki-lijn (Kagoshima-Ekimae)                                        | Kagoshima       | Kagoshima |

4: Alle treinen stoppen aan "●". Sommige stoppen aan "▲". Alleen Futsu (lokale) treinen stoppen aan "-". Kaisoku-treinen rijden altijd van Kagoshima-Chūō naar Sendai, nooit in de tegenovergesteld richting. "Liners" (voorstadstreinen) verwijzen naar de Sawayaka-Liner en de Ohayō- Liner.

### Voormalige sectie van de Kagoshima-lijn van Yatsushiro naar Sendai
Op 13 maart 2004 werd de sectie tussen Yatsushiro en Sendai overgenomen door de Hisatsu Orange Railway spoorwegmaatschappij.
Yatsushiro - Higo-Kōda - Hinagu (Hinagu-Onsen) - Higo-Futami - Kami-Tanoura - (Tanoura-Otachimisaki-Kōen) - Higo-Tanoura - Uminoura - Sashiki - Yunoura - Tsunagi - Hatsuno-seinhuisje (Shin-Minamata) - Minamata - Fukuro - Komenotsu - Izumi - Nishi-Izumi - Takaono - Nodagō - Origuchi - Akasegawa-seinhuisje - Akune - Ushinohama - Satsuma-Ōkawa - Nishikata - Satsuma-Taki - Kusamichi - Kami-Sendai - Sendai
▲De stationsnamen tussen haakjes zijn stations die nieuw gebouwd zijn of stations die hernoemd zijn na de overname.